# 新内駅

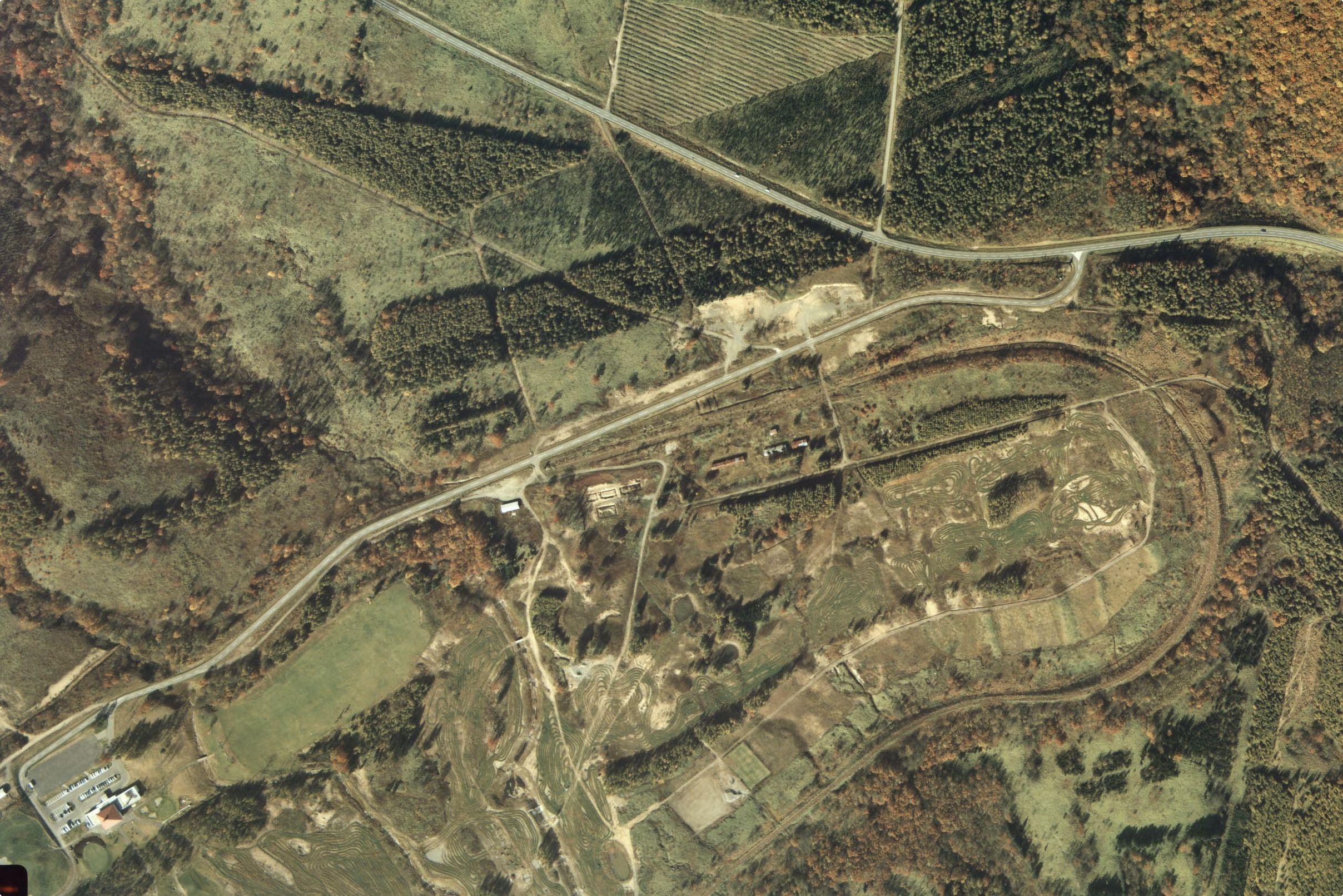
1977年撮影の新内駅跡と周囲約1 km×1.5 km範囲。下が新得方面。駅舎は中央の小さな白い空き地にあった。下へ左斜めに向かう道が駅前通りで、かつては小さな街が形成されていたが全てなくなっている。新得方面にはR200の180度急カーブの路盤跡が残るが、落合方面はゴルフ場への新道が敷かれている。島ホーム側が落合側に少しずれた相対式ホーム2面2線と、駅舎横の落合側に貨物ホームと引込み線、駅裏に貨物積卸線とストックヤードを有する木材搬出の駅の一つであった。

新内駅（にいないえき）は、かつて日本国有鉄道（国鉄）根室本線に存在した駅（廃駅）である。事務管理コードは▲110410。

## 歴史
落合駅から狩勝信号場を経てこの新内までの線路は、狩勝峠をこえていたため景色がよく日本三大車窓の一つとされた。戦前から佐幌岳のスキー客などにも利用されていた。おもな取り扱い貨物は花崗岩、木材であった。
1966年（昭和41年）9月30日に落合から新狩勝トンネルを経て新得に至る新線が開業し、翌日の10月1日に旧線と共に廃駅となった。駅前には小規模な市街地があったが、新線の開通とともに消滅した。

### 年表
- 1907年（明治40年）9月8日 - 官設鉄道十勝線の落合・帯広間が開通。新内信号所として開設[3]。当分の間旅客貨物を取り扱わず[3]。
- 1909年（明治42年）12月15日 - 一般運輸業を開始し新内駅となる[3]。
- 1913年（大正2年）12月10日 - 滝川駅から釧路駅までが釧路本線となったため当駅も釧路本線の駅となる。
- 1919年（大正8年）5月1日：当駅含む山部駅 - 新得駅間の管轄を旭川管轄から釧路管轄とする[5]。
- 1921年（大正10年）8月5日 - 西和田駅から根室駅までの延伸により現在の根室本線が全通し、同時に滝川駅から根室駅までが根室本線とされたため当駅も根室本線の駅となる。
- 1923年（大正12年）4月1日：当駅含む山部駅 - 新得駅間の管轄を釧路管轄から再び旭川管轄とする[5]。
- 1949年（昭和24年）12月1日：当駅含む布部駅 - 新得駅間の管轄を旭川鉄道管理局管轄から再び釧路鉄道管理局管轄とする[5]。
- 1966年（昭和41年）
  - 9月30日 - 新狩勝信号場経由の新線（現在の路線）が開業する[6]。
  - 10月1日 - 新内経由の旧線が廃止となり、当駅も廃駅となる[7][8]。当駅-新得間は国鉄の狩勝実験線として競合脱線・列車火災の実験に用いられる。
- 1979年（昭和54年） - 狩勝実験線が廃止となる。

### 駅名の由来
地名より。アイヌ語の「ニウンナイ（ni-un-nay）」（樹が・ある・川）に由来する。佐幌川の支流としてパンケニウンナイ（上のニウンナイ）、ペンケニウンナイ（下のニウンナイ）の2つの川が新内地区の南側を流れており、この名が地名となったと推測される。

## 駅跡とSLホテル
1978年（昭和53年）から、当駅跡に59672号蒸気機関車と20系寝台車を設置してSLホテルが運営されていたが、ホテルの閉鎖後は放置されていた。傷みが激しいため寝台車の撤去が検討されていたが、NPO法人「旧狩勝線を楽しむ会」が中心となり存続運動を展開し、維持活動を条件に保存が決まった。2006年（平成18年）7月8日よりインフォメーションセンターとして使用されていたナハネ20 132が、2010年（平成22年）9月7日より「旧狩勝線資料館」（現・旧狩勝線ミュージアム）としてリニューアルオープンした。2019年（令和元年）現在、まれに宿泊することもできる。

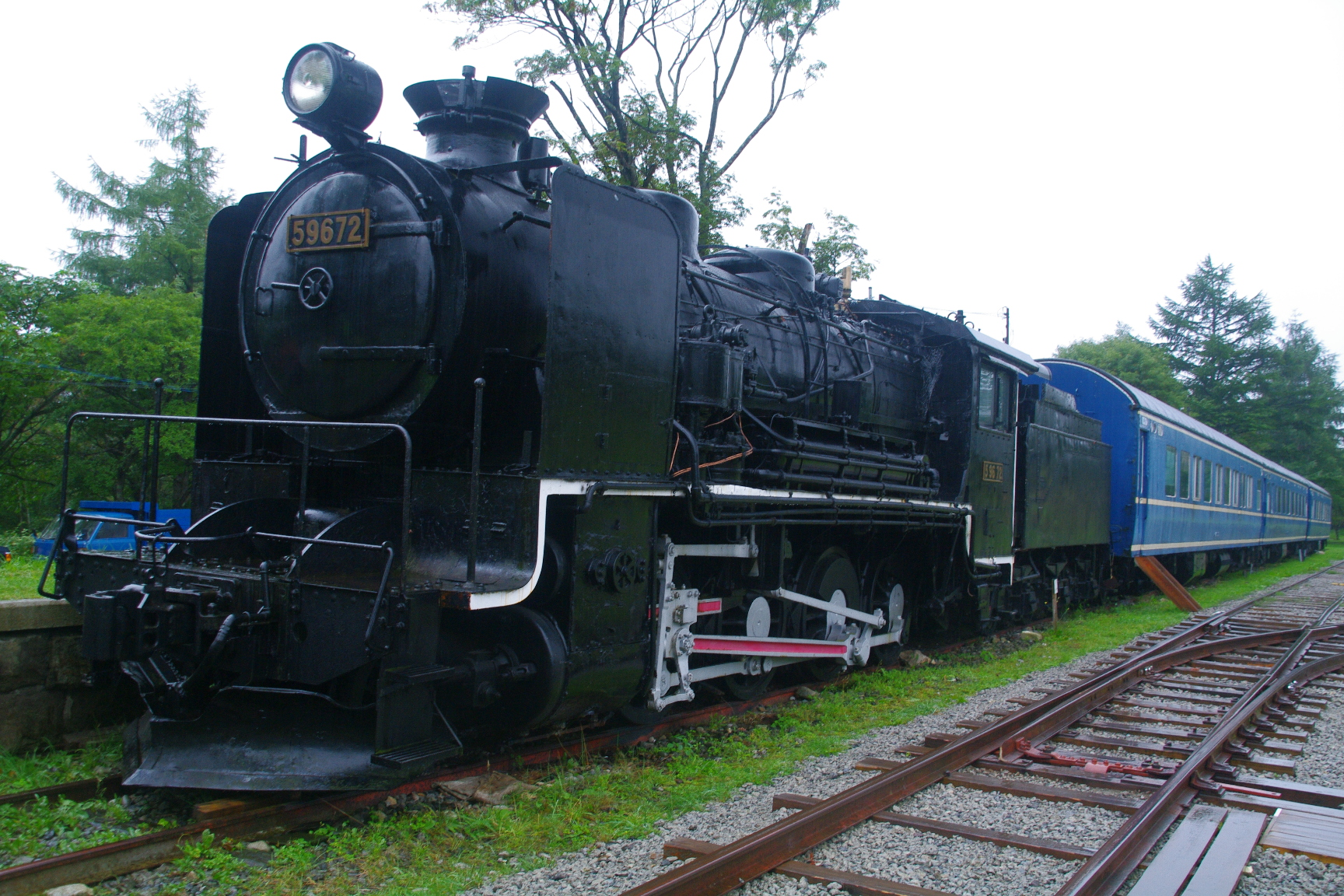
59672号
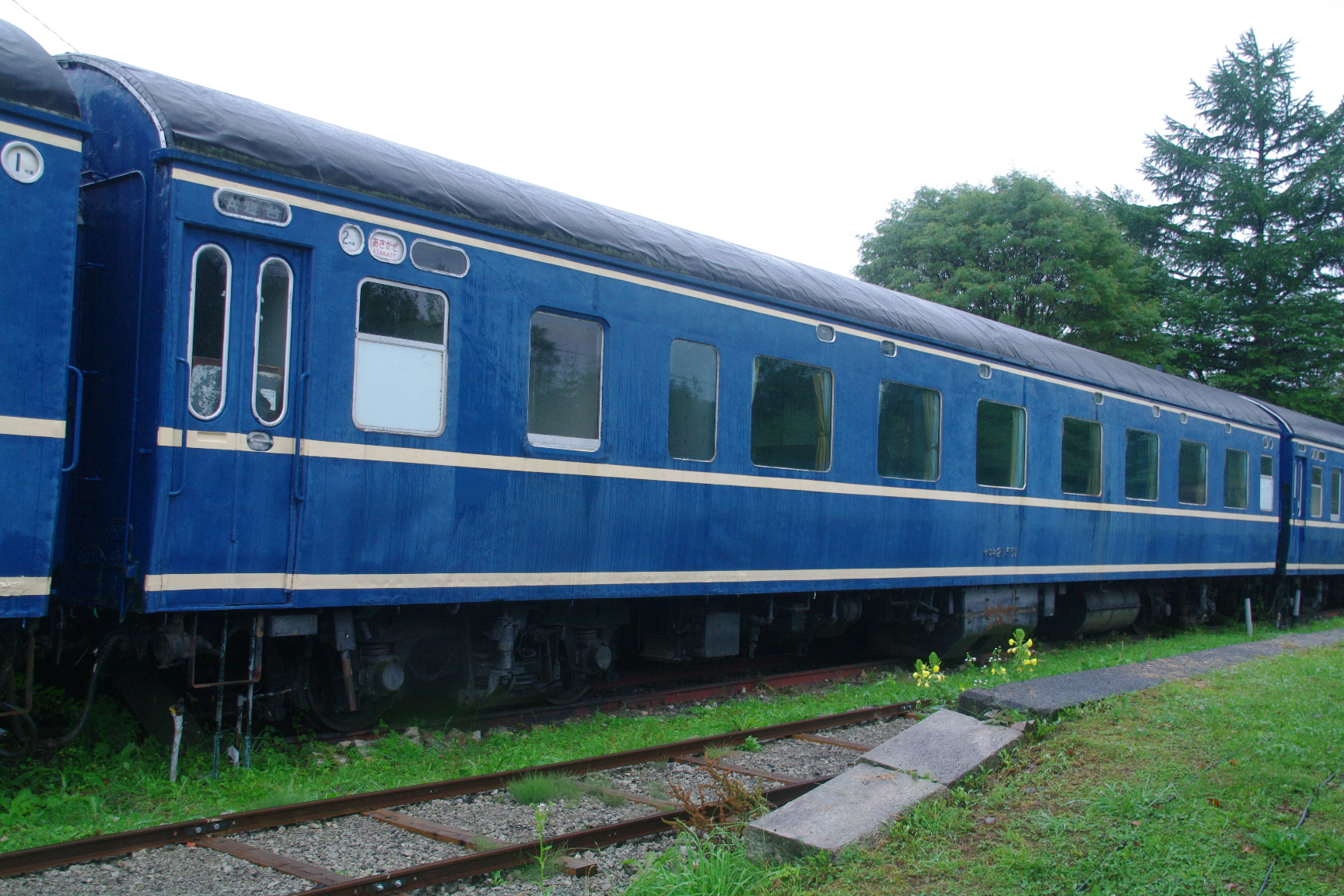
ナロネ21 551(2022年現在、20系A寝台車としては隣りのナロネ22 153と並んで唯一の保存車)
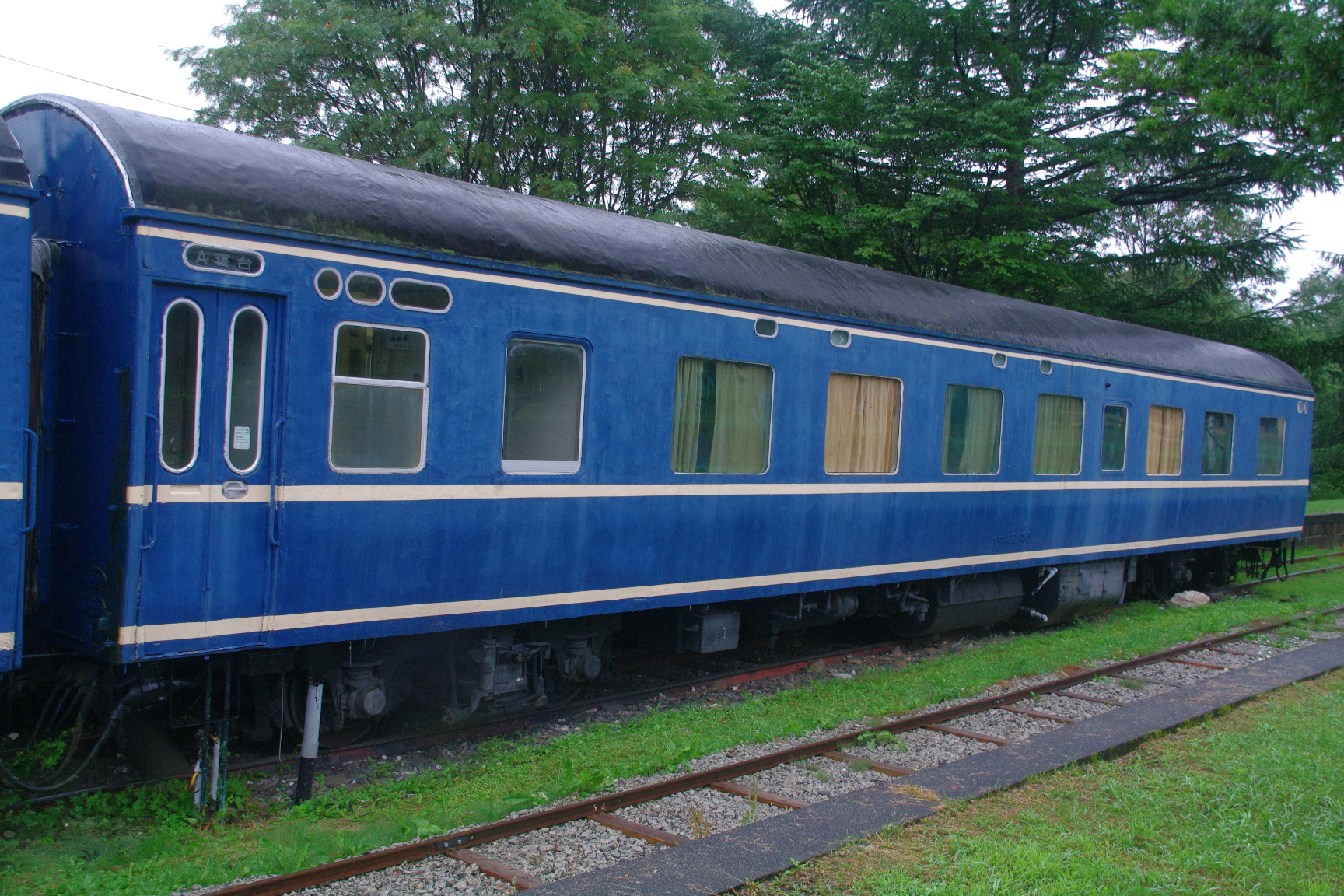
ナロネ22 153
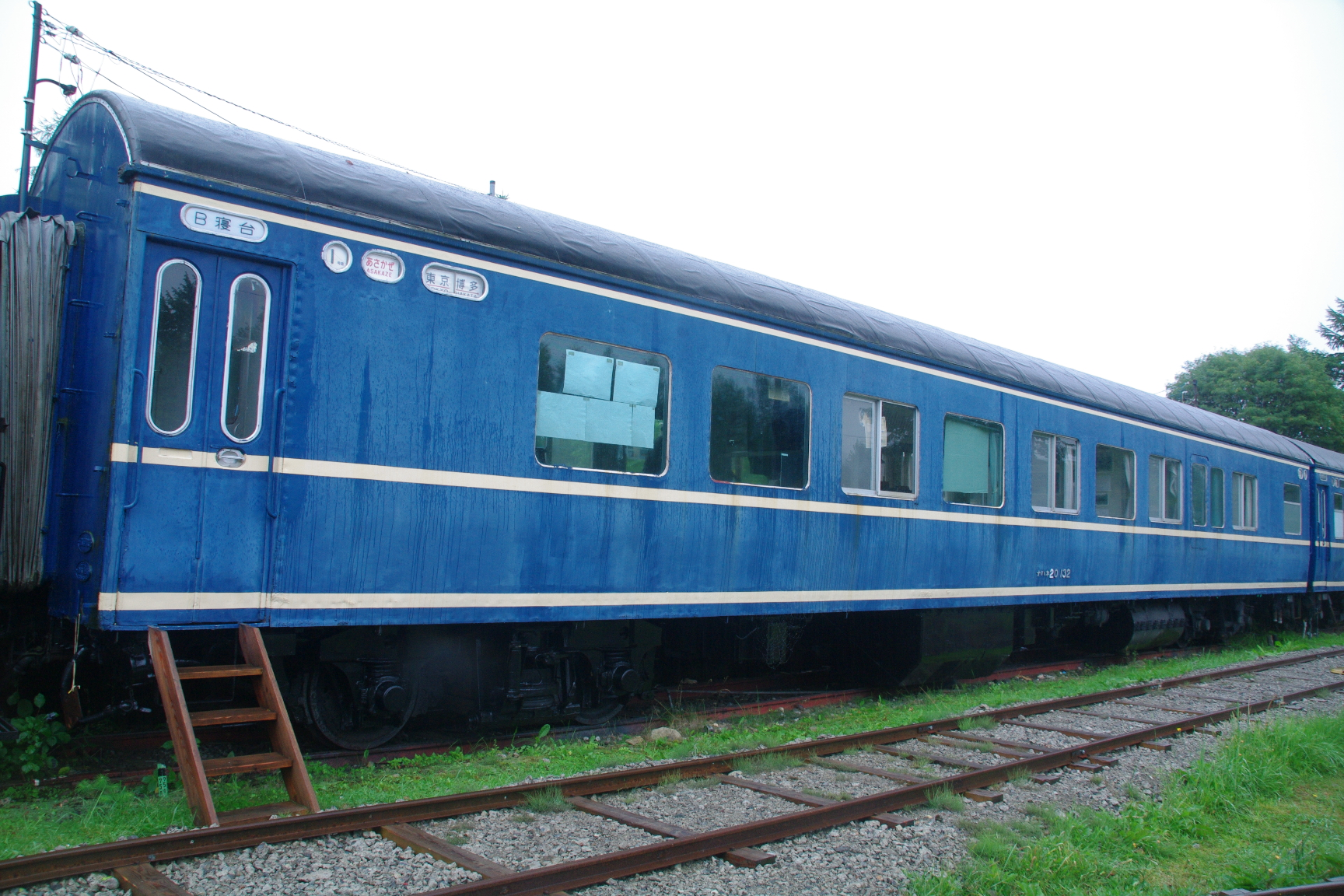
ナハネ20 132

また、2008年（平成20年）より、駅構内の2番線と3番線跡に作業用の軌道自転車を利用したトロッコ鉄道が設置された。
当駅前後の廃線跡はフットパスとして整備されており、新得駅近くのSL広場から当駅までの約10 kmは「狩勝ポッポの道」として歩行者、自転車、乗馬の専用道となっている。また、当駅から旧狩勝トンネルまでの約7 kmと併せ約17 kmが旧狩勝線フットパスとして整備されている。

## 隣の駅
日本国有鉄道
根室本線 旧線ルート（廃止）
落合駅 - 狩勝信号場 - 新内駅 - 新得駅